# Thuisbrouwer
Een thuisbrouwer, hobbybrouwer of amateurbrouwer is iemand die aan huis bier brouwt. 

In Nederland is het sinds 1992 en België is het sinds 1991 wettelijk toegestaan om thuis als hobby bier te brouwen. Sindsdien zijn er talloze brouwverenigingen opgericht waar men kennis en recepten uitwisselt.

## Geschiedenis
Het brouwen van bier in Nederland is door de eeuwen heen voor het grootste deel thuis gedaan. Immers; schoon drinkwater was zeldzaam, en het wort moet een aanzienlijke tijd koken, opdat de in het water aanwezige ziekteverwekkers gedood worden. Daarnaast wordt bier gebrouwen van gemout graan wat een redelijk goedkope grondstof is; elke bekende beschaving had de beschikking over graan.
In Nederland werd van oudsher het bier gebrouwen door de vrouwen van een aantal families, omdat het brouwen een arbeidsintensieve bezigheid is. Meestal brouwde men twee soorten: een bier met een redelijk alcoholgehalte voor de volwassenen (daardoor was het langer houdbaar), en een veel lichter bier voor de kinderen, het zogenaamde scharrebier. Omdat bier door vrijwel iedereen werd gedronken, en wijn slechts door de mensen die dat konden betalen, werd bier als een "volksdrank" beschouwd. Dit is nog steeds het geval. Vooral de introductie van pilsener heeft ervoor gezorgd dat de biercultuur in Nederland langzaam maar zeker uitstierf, waardoor het imago van bier nog verder verslechterde. Pilsener is namelijk vrij goedkoop te brouwen, en het heeft de naam van een flinke "doordrinker" zodat het commercieel aantrekkelijk is om te brouwen. De laatste jaren  is er meer interesse voor het (speciaal)bier zichtbaar, vooral onder invloed van de Belgische biercultuur. Omdat in de gemiddelde supermarkt en slijterij alleen maar pilsener of oud bruin te koop was, zijn veel bierliefhebbers begonnen om hun geliefde bieren zelf (weer) te brouwen.

## Grondstoffen

### Kant-en-klaar pakketten

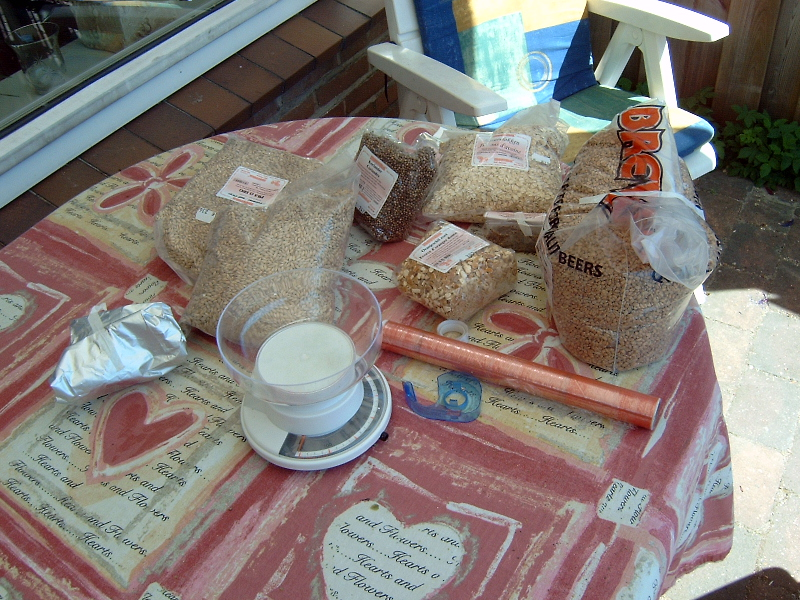
Grondstoffen voor een witbier: gerstemout, tarwemout, geplette haver, koriander, sinaasappelschil, Iers mos, hop.

Omdat het hele proces van bierbrouwen voor sommigen ingewikkeld is, slaan vooral beginnende bierbrouwers de eerste stappen van het kiemen, eesten, schroten en maischen over en kopen halffabricaten als uitgangsmateriaal. Men kan bijvoorbeeld uitgaan van een massa van reeds gemoute gerst, of van kant-en-klaar poedervormig moutextract. Daarna moet men er dan zelf nog de hop doorheen koken (en uitzeven), maar het is een stuk makkelijker wanneer men de kant-en-klaar-blikken gebruikt met een zeer geconcentreerde 'bierstroop', die voornamelijk in België en ook wel in Engeland wordt geproduceerd.
Deze stroop wordt gekookt in bijvoorbeeld 10 liter water, samen met een pak suiker, tot beide opgelost zijn en wordt daarna in een mandfles nog eens verder verdund tot bijvoorbeeld 40 liter. Daarna wordt de fles afgesloten met een rubber dop met daarin een waterslot in de vorm van een zwanenhals. Verder wordt ook gist toegevoegd.

### Traditionele brouwmethode
Voor het thuisbrouwen van bier zijn grondstoffen nodig die men in sommige speciaalzaken kan kopen. Veel thuisbrouwers kopen de grondstoffen via een brouwvereniging waarbij ze zijn aangesloten. Dit is in de meeste gevallen een stuk goedkoper, omdat deze verenigingen hun spullen in het groot kunnen inkopen.

## Brouwproces

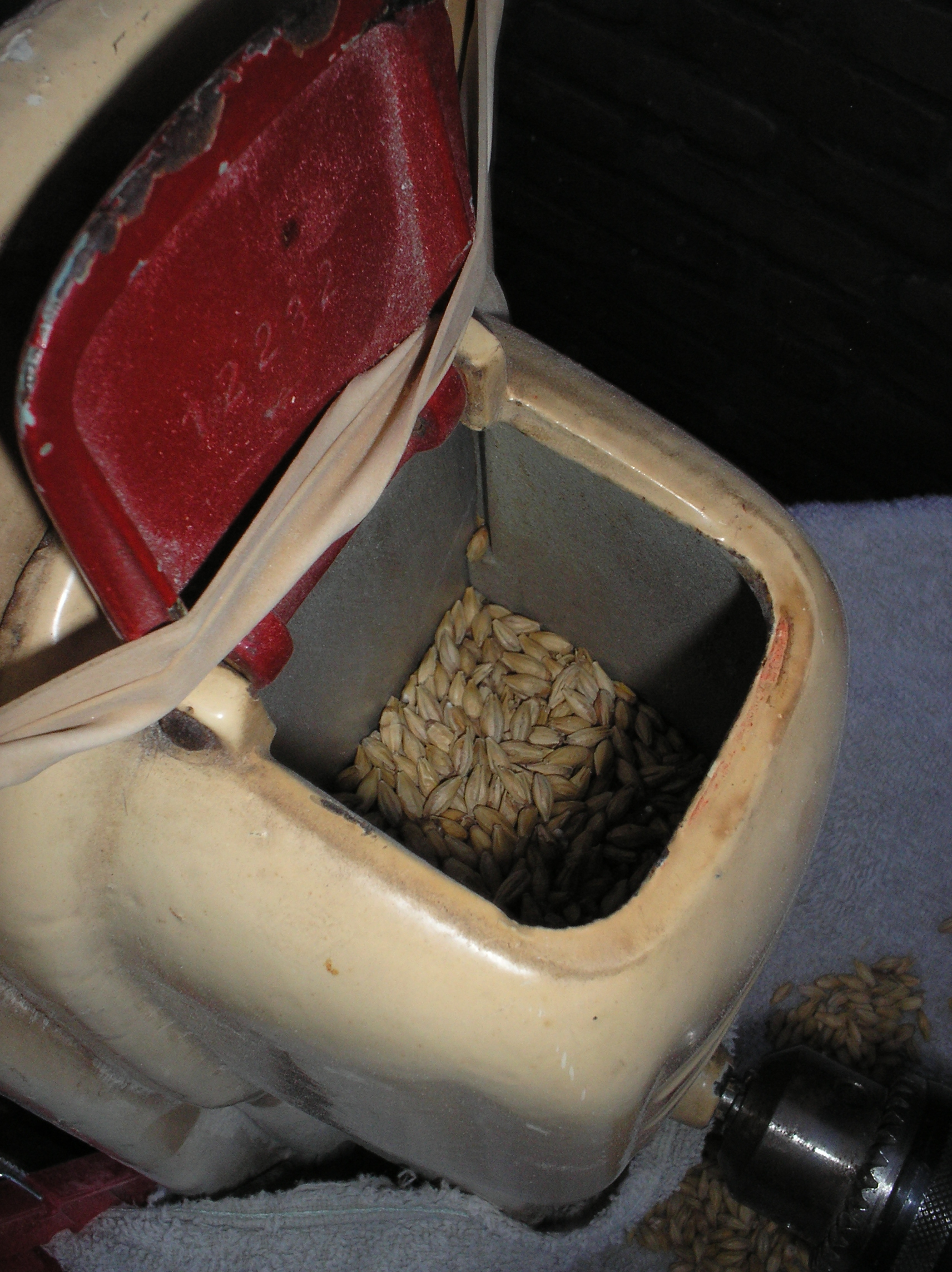
Schroten met een oude koffiemolen

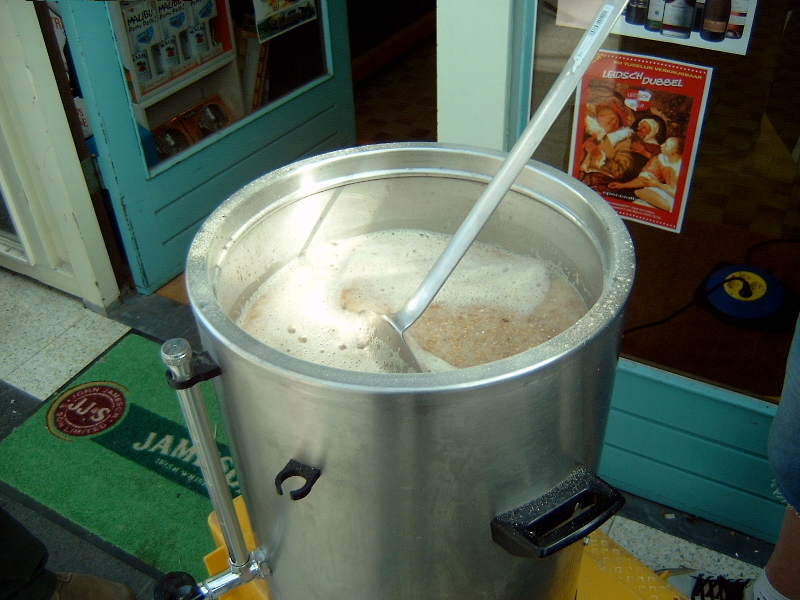
Maischen

Allereerst worden de mouten geschroot; zie schroten. Dit wordt gestort in warm water. Vervolgens gaat men maischen om de aanwezige zetmeel om te zetten in suikers, en om de smaakstoffen van de mouten te verkrijgen. Er ontstaat dan een extract van de mout, waar de benodigde smaakstoffen en suikers in zitten, voor het uiteindelijke bier.
Na het maischen gaat men spoelen. Het extract wordt afgetapt en verdund met het zogenaamde spoelwater, waardoor de smaakstoffen en de suiker zo veel mogelijk in het wort terechtkomen. Het residu dat dan ontstaat noemt men de bostel.

### Koken
Het wort dat overblijft na het spoelen moet worden gekookt. Door het koken verdampt water, waardoor het extract een hoger suikergehalte krijgt. Daarnaast worden tijdens het koken hop en andere ingrediënten, zoals kruiden en specerijen toegevoegd. Hop zorgt voor smaak, en een langere houdbaarheid.

### Filteren
Als het wort lang genoeg gekookt heeft moet het worden gefilterd en gekoeld. Het filteren is nodig om eiwitten en restanten van de hop(pellets) te verwijderen zodat er een redelijk heldere vloeistof overblijft.

## Gistingsproces

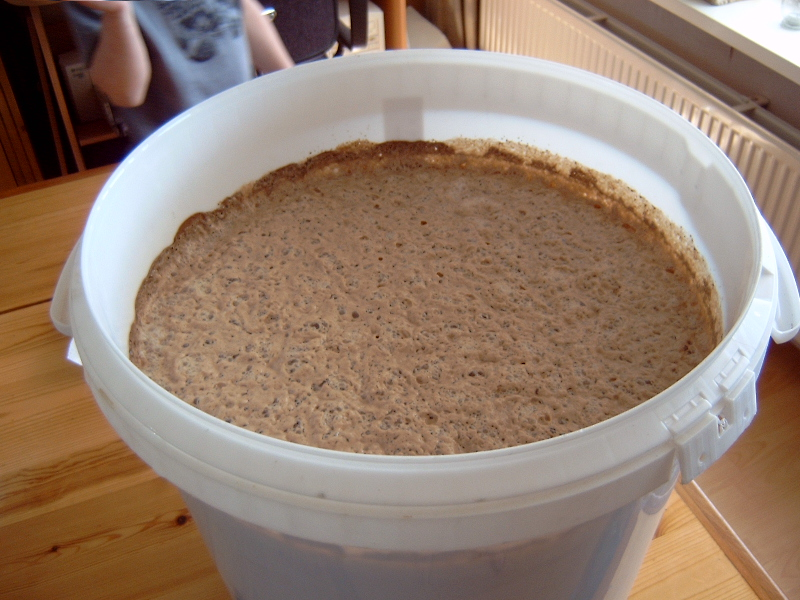
Bovengistend bier

Wanneer het wort voldoende is afgekoeld moet er gist worden toegevoegd. De gist zorgt ervoor dat het wort uiteindelijk bier wordt. De suikers in het wort worden door de gistcellen omgezet in alcohol en koolzuur. Afhankelijk van het bier wat men brouwt, wordt het gisten na een week minder intensief. De meeste thuisgebrouwen bieren hebben een bovengisting.

### Tweede gisting
De tweede gisting, of het klaren, duurt over het algemeen nogmaals een week, en tijdens dit proces gaan de dan nog levende gistcellen door met het afbreken van suikers. De gistcellen, eiwitten en andere onregelmatigheden zakken naar de bodem, zodat het bier steeds helderder wordt.

## Bottelen
Na de klaring of tweede gisting, is het bier klaar om gebotteld te worden. Voor de thuisbrouwer betekent dit dat het bier in schone flesjes moet worden overgegoten. In deze flesjes is dan een kleine hoeveelheid suiker toegevoegd om ervoor te zorgen dat de gistcellen, die nog in het bier zitten, koolzuurgas produceren in de fles. Dit koolzuur zorgt voor de schuimkraag en de typische biersmaak. Na 2 tot 6 weken is het gistingsproces in de fles voltooid, en het bier drinkbaar.

## Benodigde apparatuur

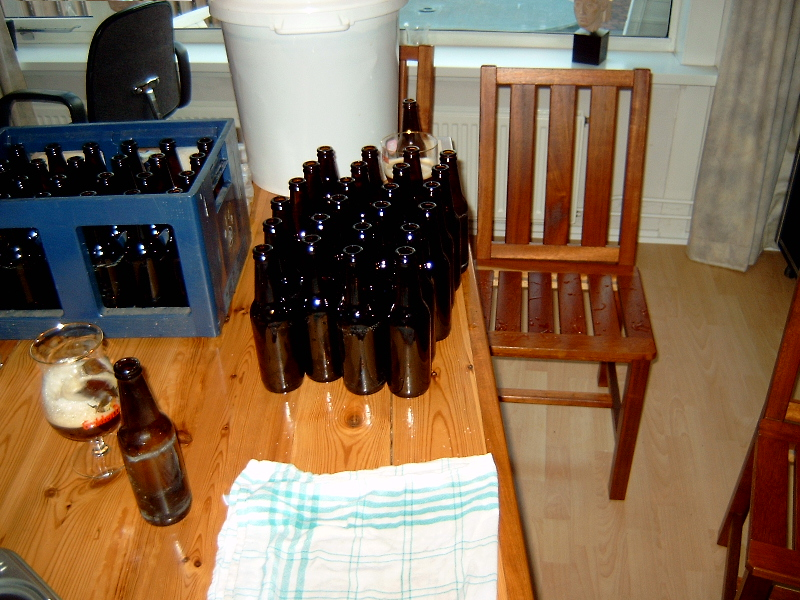
Bottelen

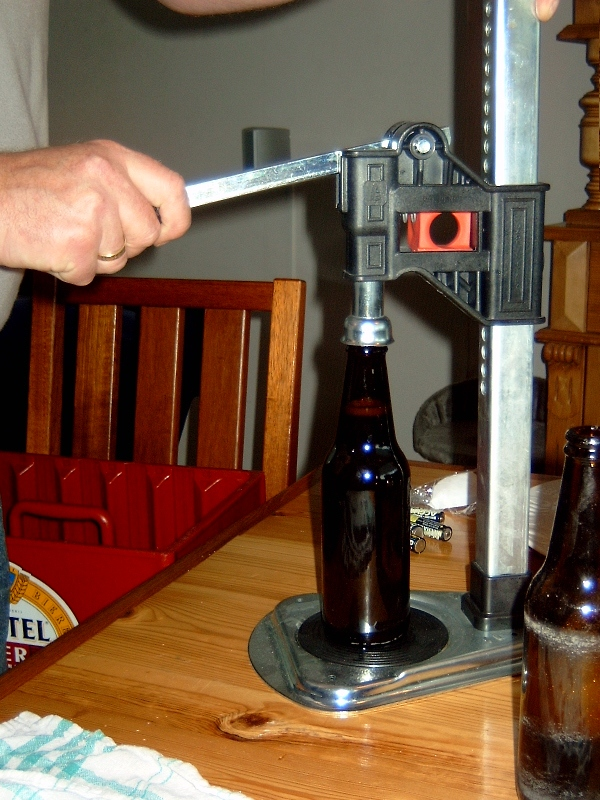
Bevestigen van de kroonkurk

- Schroten: Schrootmolen. Deze is kant en klaar te koop, maar een oude koffiemolen voldoet prima.
- Maischen en koken: Voor het maischen en het koken heeft men grote, liefst roestvrijstalen, pannen nodig. Deze kunnen zowel elektrisch als op gas verwarmd worden. De ketel moet voldoende groot zijn (20L), en de temperatuur moet precies geregeld kunnen worden.
- Filterkuip dan wel hevelfilter: Om het wort uit het beslag te filteren is een filterkuip of een hevelfilter nodig. Beide zijn zelf te maken.
- Gistingsvat: Gistvaten en flessen zijn te koop bij de speciaalzaak.
- Hevel: Voor het spoelen en het filteren heeft men een zogenaamde hevel nodig. Dit bestaat uit een filter, een plastic slang, en een kraantje om het geheel te kunnen regelen.
- Bottelen: Voor het bottelen kan men de hevel gebruiken, met een speciaal daarvoor geschikte kraan of botteleinde. Belangrijk voor het bottelen is de hygiëne en de zorg voor zo weinig mogelijk lucht in het bier. Te veel lucht kan oxidatie veroorzaken waardoor het bier bederft.
- Flesjes: De flesjes dienen schoon te zijn. Euroflessen voldoen prima. Vlak voor het bottelen moeten deze worden gesteriliseerd om bederf te voorkomen.
- Kroonkurk: Via de brouwvereniging of de speciaalzaak kunnen kroonkurken en de daarbij benodigde kurkapparaten worden gekocht. Deze dienen hygiënisch bewaard te worden vanwege het gevaar van bederf.